# ヨーデル
ヨーデル（ドイツ語: jodeln）とは、ファルセット（裏声）と低音域の胸声（地声）を繰り返し切り替えて歌う、アルプス地方などの歌唱法である。

## 概要
ヨーデルはヨーロッパのアルプス山麓の牧童が仲間と呼び交わすのに使用した、独特の裏声が元になっている。ファルセットと低音域の地声を交互に織り交ぜるようにして歌うのが特徴。
また、アルプス地方のヨーデルがアメリカ合衆国に伝わり、カントリー・ミュージックと結びついてカントリー・ヨーデル（ウェスタン・ヨーデル）（英語ではyodelと綴る）というアルプスのヨーデルとは違った一つのジャンルを形成した。当然、旋律や歌詞の主題そして歌唱法など大きく異なる。カントリー・ヨーデルは日本にも伝わり、ヒット曲をいくつか生んでいる。

## アルプス地方のヨーデル
ヨーデルのファルセット部は、声を出す部位として、仮声帯を使用する。仮声帯は声帯とは別器官なので、通常の発声方法とは異なる。別器官であるため、風邪で喉が潰れても仮声帯で発声する高い声は出せることがある。仮声帯は本来声を出す為の器官ではないが、気道の肉が多い部分の近辺の筋肉を鍛えてあたかも声帯の如く扱うことにより、発声が可能となる。
ヨーデルを含む歌は、同じアルプス地方の各地域でも歌われ方の傾向が異なる。スイスの伝統的なヨーデルにおいては、土着的なヨーデル部分のみで歌詞のないものが比較的多いが、ドイツ語の歌詞部分にヨーデルが挟みこまれるヨーデルリートと呼ばれる形式も数多く作曲されている。スイスでは現在でもこどもから大人まで多くのヨーデル人口を有し、連邦ヨーデル連盟という団体が伝統を守り育てていくことに大きく貢献している。次々と新しい曲が作曲されるなど、発展を続けている現在進行形の民俗音楽といえる。
また、スイスのヨーデル連盟では手振りなどを用いずに歌声のみでヨーデルを表現することを求めるため、ハンドポケットで歌唱することを義務づけている。
「おおブレネリ」や「ホルディリディア」などは、スイス民謡として日本においてもよく知られる。「おおブレネリ」は現地では歌われなくなってしまい、来日した合唱団の日本向けLPアルバムを作るときに、日本側からの要望に応え急遽練習して収録したというような逆転現象も起こっている。
なお、アルプス地方でも、ドイツ語圏以外のイタリア語圏・フランス語圏の地域では、ほとんど歌われていない。

## バイエルン地方などのヨーデル
オーストリアチロル地方やドイツバイエルン地方でも、素朴な土着的なヨーデルが存在したが、美しい旋律の歌詞部分にヨーデルがリフレインとしてつけられた形式で発展、あるいは「フォルクストゥムリーヒェ・ムジーク」と呼ばれる現地独特のポップスにおいてスキャットや間奏の楽器ソロのような位置に使われることもある。また、特にドイツのバイエルン地方では、ビアホールでの客の要望に応えようとするなど、技巧を凝らした商業的なヨーデルが発達した。

## カントリー・ヨーデル
アルプス地方のヨーデルがアメリカ合衆国に伝わり、カントリー・ミュージックと融合して形成されたもの。「ウェスタン・ヨーデル」（Western yodel）ともいう。
1900年代の初頭、アメリカのヴォードヴィルショーでスイスのヨーデルが歌われるようになると、歌唱法の面白さからカントリー・ミュージックに取り入れる例も現れた。特に南部ミシシッピ州出身のジミー・ロジャース（Jimmie Rogers）は、他の地域の音楽の要素を取り入れ、後に定番となるハワイアン・スティール・ギターも積極的に導入した。黒人のブルースとヨーデルを組み合わせたロジャースのスタイルは、「ブルー・ヨーデル」（Blue Yodel）と名づけられた。
他にヨーデルを取り入れたカントリー歌手としては、ハンク・スノー（Hank Snow）、フランク・アイフィールド（Frank Ifield）などが著名。

## 日本におけるヨーデル
日本において「ヨーデル」を一般に紹介したのは、1933年（昭和8年）の中野忠晴による「山の人気者」のリフレイン部におけるものが最初とされ、これはカントリー・ヨーデルである。アメリカのサロニー作曲・本牧次郎作詞(訳詩)のこの曲は愛唱され、ウイリー沖山も自身のレパートリーに含めている。
戦後の日本において「ヨーデル」という概念が一般に広まったのは、1951年（昭和26年）発売の灰田勝彦による「アルプスの牧場」の間奏部によるところが大きい。灰田のファルセットによるヨーデルは「アルプスの牧場」ヒットの要因となり、「ヨーデル」という言葉もこの時広く知られることとなった。
やはりカントリー・ヨーデルの歌手であるが、日本では「キング・オブ・ヨーデル」の異名を持つ、ウイリー沖山が有名である。中でも「山の人気者」は沖山のファルセットと低音の繰りかえしや、最後の徐々に超高音になって行く辺りは、本場のヨーデル歌手に匹敵するとの評価もある。
1964年に樺山武弘編『ヨーデル入門』という本が朋文堂から出版され、一章を割いて「実技講座」が掲載されている。しかし、この本はすでに絶版であり入手が困難な状況である。
日本でよく知られているヨーデルを含む楽曲としては、1974年放送開始のアニメ『アルプスの少女ハイジ』のオープニングテーマ「おしえて」（作詞：岸田衿子、作曲：渡辺岳夫、編曲：松山祐士、歌：伊集加代子&ネリー・シュワルツ）がある。また、エンディングテーマの「まっててごらん」にもヨーデルが使われている。
北川桜はヨーデルの女性歌手としては、このジャンルで知名度の高い方である。ウイリー沖山の直弟子の八月真澄（はづきますみ）は、ヨーデル普及のための活動を行っている。
また、ドイツバイエルン地方では石井健雄が知られており、石井はドイツで有名な日本人として、各種メディアで紹介されている。
そのほか日本でプロとして活躍しているアルペン・ヨーデル歌手に、『NHK名曲アルバム』で「ヨハン大公のヨーデル」を歌った川上博道（アルペン・ブラスカペレ）や、北川桜（エーデルワイス・ムジカンテン）がいる。アルペン系ヨーデルのCDとしては、伊藤啓子の『こころのヨーデル』、北川桜の『Es Fascht fur mis Harz』が、それぞれ2009年に発売されている。
また、佐藤憲男がヨーデルを担当するヨーデル・チロリアンというグループもプロ活動を行っている。佐藤は2006年からNHK文化センターで、北川は2007年からNHK学園で、そののち都内各地でヨーデルの講座を開設している。
プロ以外としては、伊藤啓子（エンツィアン）がスイス・ヨーデルを中心とした演奏活動を行っており、2005年のスイス連邦ヨーデルフェストにも日本人としては異例の出場をして最高クラスを受賞している。2008年6月にルツェルンで行われた大会では、2回目の出場の伊藤啓子、初出場の北川桜がともに最高クラスを受賞した。外国人の参加は認められない大会であり、日本組以外ではスイス出身の外国グループの参加が9グループあったが、そのうち最高クラス受賞は日本組とカナダのグループのみであった。
2000年にはニッポン放送のラジオ番組で桂雀三郎withまんぷくブラザース が歌った「ヨーデル食べ放題」（作詞・作曲：リピート山中）がオンエアされた。ヨーデル特有の裏声を使って焼肉店の風景を歌った、いわゆるコミックソングである。シンガー・ソングライターのリピート山中がカントリー・ヨーデルの典型的なヨーデルフレーズをモチーフにコミックソングに仕上げた。長渕剛も一時期ヨーデルに凝り、アルバム「Bye Bye」に収録の「道」で披露している。

## 各地のヨーデル類似の歌唱法
アメリカ合衆国ハワイ州やアフリカ西部のバカ族の民族音楽、さらには日本の民謡にも、ヨーデルと同様の歌唱法が使われている歌が存在する。
- 日本の青森県の津軽民謡の恋歌である「ホーハイ節」には一種のヨーデル技法が存在する。「ホー」を裏声で、「ハイ」を地声で繰り返す掛け声を特徴とする。